# Westermannia pyridimacula
Westermannia pyridimacula är en fjärilsart som beskrevs av M.Gaede 1916. Westermannia pyridimacula ingår i släktet Westermannia och familjen trågspinnare. Inga underarter finns listade i Catalogue of Life.